# کورنلیا کونیش
کورنلیا کونیش (آلمانی: Kornelia Kunisch؛ زادهٔ ۱۷ اکتبر ۱۹۵۹) بازیکن هندبال اهل آلمان بود.